# 周应极
周应极，饶州（今江西省鄱阳县）人，元朝政治人物。
元武宗至大年间，皇弟爱育黎拔力八达（后来的仁宗）为皇太子，召见周应极，周应极献上《皇元颂》，皇太子将他推荐给元武宗，任命他为翰林待制。后为皇太子说书，每天侍奉在皇太子之子硕德八剌（后来的英宗）府中。皇太子即位为元仁宗，升任为集贤待制，官至池州路同知总管府事。其子周伯琦。